# Академическая гребля на летних Олимпийских играх 1980 — двойки распашные с рулевым (мужчины)
Соревнования двоек распашных с рулевым в академической гребле среди мужчин на летних Олимпийских играх 1980 года прошли с 20 по 27 июля. Приняли участие 33 спортсмена (11 экипажей) из 11 стран.

## Призёры
| Золото                                                                 | Серебро                                                                    | Бронза                                                           |
| ГДР · Харальд Ерлинг · Фридрих-Вильхельм Ульрих · Георг Шпор (рулевой) | СССР · Виктор Переверзев · Геннадий Крючкин · Александр Лукьянов (рулевой) | Югославия · Душко Мрдуляш · Златко Целент · Йосип Реич (рулевой) |

## Соревнование

### Отборочные гонки
Соревнования проходили 20 июля в 12.00 московского времени. Занявшие 1 место в заездах квалифицированы в полуфиналы, остальные — в утешительный заезд.
| Место | Спортсмены                                                                      | Результат |
| ----- | ------------------------------------------------------------------------------- | --------- |
| 1     | Румыния · Петре Чепура · Габриель Буларда · Ладислау Ловренчи (рулевой)         | 7:50,12   |
| 2     | Болгария · Цветан Петков · Румен Христов · Тодор Кичев (рулевой)                | 7:58,31   |
| 3     | Италия · Антонио дель Аквила · Джузеппе Аббаньяле · Джузеппе ди Капуа (рулевой) | 7:59,39   |
| 4     | Франция · Серж Форнара · Эрве Буркель · Жан-Пьер Хьюже Байен (рулевой)          | 8:09,11   |
| 5     | Ирландия · Денис Райс · Кристофер о’Брайен · Лайам Уильямс (рулевой)            | 8:13,16   |
| 6     | Куба · Данило Мора · Альфредо Вальядарес · Сильвио Росабаль (рулевой)           | 8:28,82   |

| Место | Спортсмены                                                                 | Результат |
| ----- | -------------------------------------------------------------------------- | --------- |
| 1     | ГДР · Харальд Ерлинг · Фридрих-Вильхельм Ульрих · Георг Шпор (рулевой)     | 7:32,89   |
| 2     | СССР · Виктор Переверзев · Геннадий Крючкин · Александр Лукьянов (рулевой) | 7:38,49   |
| 3     | Югославия · Душко Мрдуляш · Златко Целент · Йосип Реич (рулевой)           | 7:39,39   |
| 4     | Великобритания · Джеймс Маклеод · Нейл Кристи · Дэвид Уэбб (рулевой)       | 7:42,39   |
| 5     | Чехословакия · Йозеф Пламинек · Милан Шкопек · Олдржих Гейдушек (рулевой)  | 7:47,71   |

### Утешительные заезды
Соревнования проходили 22 июля в 11.00 московского времени. Занявшие 1-2 места в заездах квалифицированы в финал А, остальные — в финал В.
| Место | Спортсмены                                                            | Результат |
| ----- | --------------------------------------------------------------------- | --------- |
| 1     | Югославия · Душко Мрдуляш · Златко Целент · Йосип Реич (рулевой)      | 7:19,22   |
| 2     | Болгария · Цветан Петков · Румен Христов · Тодор Кичев (рулевой)      | 7:25,77   |
| 3     | Великобритания · Джеймс Маклеод · Нейл Кристи · Дэвид Уэбб (рулевой)  | 7:29,97   |
| 4     | Ирландия · Денис Райс · Кристофер о’Брайен · Лайам Уильямс (рулевой)  | 7:35,65   |
| 5     | Куба · Данило Мора · Альфредо Вальядарес · Сильвио Росабаль (рулевой) | 7:52,87   |

| Место | Спортсмены                                                                      | Результат |
| ----- | ------------------------------------------------------------------------------- | --------- |
| 1     | СССР · Виктор Переверзев · Геннадий Крючкин · Александр Лукьянов (рулевой)      | 7:15,38   |
| 2     | Чехословакия · Йозеф Пламинек · Милан Шкопек · Олдржих Гейдушек (рулевой)       | 7:21,52   |
| 3     | Италия · Антонио дель Аквила · Джузеппе Аббаньяле · Джузеппе ди Капуа (рулевой) | 7:27,93   |
| 4     | Франция · Серж Форнара · Эрве Буркель · Жан-Пьер Хьюже Байен (рулевой)          | 7:41,29   |

### Финалы
Соревнования проходили 27 июля в 12.00 московского времени.
| Место | Спортсмены                                                                 | Результат |
| ----- | -------------------------------------------------------------------------- | --------- |
| 1     | ГДР · Харальд Ерлинг · Фридрих-Вильхельм Ульрих · Георг Шпор (рулевой)     | 7:02,54   |
| 2     | СССР · Виктор Переверзев · Геннадий Крючкин · Александр Лукьянов (рулевой) | 7:03,35   |
| 3     | Югославия · Душко Мрдуляш · Златко Целент · Йосип Реич (рулевой)           | 7:04,92   |
| 4     | Румыния · Петре Чепура · Габриель Буларда · Ладислау Ловренчи (рулевой)    | 7:07,17   |
| 5     | Болгария · Цветан Петков · Румен Христов · Тодор Кичев (рулевой)           | 7:09,21   |
| 6     | Чехословакия · Йозеф Пламинек · Милан Шкопек · Олдржих Гейдушек (рулевой)  | 7:09,41   |

| Место | Спортсмены                                                                      | Результат       |
| ----- | ------------------------------------------------------------------------------- | --------------- |
| 7     | Италия · Антонио дель Аквила · Джузеппе Аббаньяле · Джузеппе ди Капуа (рулевой) | 7:18,87         |
| 8     | Франция · Серж Форнара · Эрве Буркель · Жан-Пьер Хьюже Байен (рулевой)          | 7:21,27         |
| 9     | Великобритания · Джеймс Маклеод · Нейл Кристи · Дэвид Уэбб (рулевой)            | 7:23,18         |
| 10    | Куба · Данило Мора · Альфредо Вальядарес · Сильвио Росабаль (рулевой)           | 7:47,57         |
| 11    | Ирландия · Денис Райс · Кристофер о’Брайен · Лайам Уильямс (рулевой)            | не финишировала |